# ジャングラールの会
ジャングラールの会（フランス語:Société japonaise du Jinglar）は、1867年のパリ万国博覧会が終わった後、フランスに作られた、美術家、日本美術愛好家によって作られた親睦団体である。「ジャポニスム」の普及に貢献した。会の名前は日本の酒の銘柄名から命名された。
毎月9人の会員がセーヴルに集まり、日本の着物を着て、日本食を箸で食べ、日本酒を飲む夕食会を開いた。会員には、版画家で陶芸家のフェリックス・ブラックモンがいて、ブラックモンはこの会で知り合った、美術商、デザイナーのフランソワ＝ウジェーヌ・ルソー（François-Eugène Rousseau）と日本の意匠のガラス器、陶器を製作することになった。メンバーには陶芸家のマルク＝ルイ・ソロン(Marc-Louis Solon)、版画家のジュール・ジャクマール(Jules-Ferdinand Jacquemart)、同じオラース・ルコック・ド・ボワボードランの画塾で学んだ画家のアンリ・ファンタン＝ラトゥール、カロリュス＝デュラン、アルフォンス・イルシュ、画家、美術評論家のザカリー・アストリュクや「ジャポニスム」という言葉を評論で初めて使ったフィリップ・ビュルティらがいた。
最初の夕食会でアストリュクは "Salut, vin des mystérieux !"（「神秘的な酒よ今日わ」）というソネットを作り、ソロンは水彩版画の会員証を配った。

## メンバーの作品
- ブラックモンの陶器
- ソロンの陶器
- ジュール・ジャクマールの版画